# Paulina Neuding
Paulina Lea Neuding, född 29 december 1981 i Farsta församling i Stockholm, är en svensk journalist och jurist. Hon har varit chefredaktör för Magasinet Neo och Kvartal samt den egenstartade webbtidningen Bulletin.

## Uppväxt
Paulina Neudings föräldrar kom till Sverige efter att år 1968 ha fördrivits från Polen under de antisemitiska utrensningarna inom det regerande kommunistpartiet i landet. Föräldrarna tillbringade sin första tid i Sverige på en flyktingförläggning i Alvesta. Familjen flyttade sedan till ett hyreskomplex i Farsta och därefter till ett kedjehus i Sollentuna.

## Utbildning
Neuding har en juristexamen (LL.M.) från Uppsala universitet. Hon har även studerat statsvetenskap, samt genomgått Timbros utbildning Stureakademin.

## Arbetsliv

### Journalistik
Neuding var redaktör för Liberala ungdomsförbundets tidning Liberal Ungdom fram till cirka 2001 och var aktiv på andra sätt i förbundet. I början av 2000-talet, tidigt i sin karriär, kallade Neuding sig för "icke-socialistisk feminist" och försökte framföra feministiska tankar och idéer i traditionellt borgerliga kretsar. Fram till 2008 var hon redaktör för Juridiska Föreningens i Uppsala tidning Press Judicata.
Under sommaren och hösten 2006 var hon vikarierande reporter på Det liberala nyhetsmagasinet (NU). Senare har hon varit vikarierande ledarskribent på de liberala tidningarna Upsala Nya Tidning och Eskilstuna-Kuriren, liksom oberoende moderata Svenska Dagbladet. Mellan 2009 och 2015 var Neuding chefredaktör för Magasinet Neo. 2012 publicerade hon en intervju med Ilmar Reepalu i Neo. Intervjun fick stor uppmärksamhet och ledde till en förnyad debatt om antisemitismen i Malmö, och kritik från Stefan Löfven av Reepalus uttalanden i frågan.
Åren 2017–2019 var hon chefredaktör för Kvartal. 2019 blev hon europeisk redaktör för den engelskspråkiga nättidskriften Quillette. Fram till 2020 var hon kolumnist i Svenska Dagbladet, Göteborgs-Posten och Dagens Samhälle. I december 2020 var Neuding en av grundarna till den nya mediesatsningen Bulletin, och tillträdde som chefredaktör för webbtidningen. I februari 2021 övertog dock Ivar Arpi rollen som chefredaktör. I november 2021 sålde Neuding sina aktier i Bulletin för 1 krona till Dan Korn, som blev ny storägare i bolaget.
I juni 2021 började Neuding åter skriva på Svenska Dagbladets ledarsida.

## Övrigt
I september 2020 talade Neuding inför FN:s råd för mänskliga rättigheter på inbjudan av UN Watch(en) om den växande antisemitismen i Malmö.